# Bernd Bösch

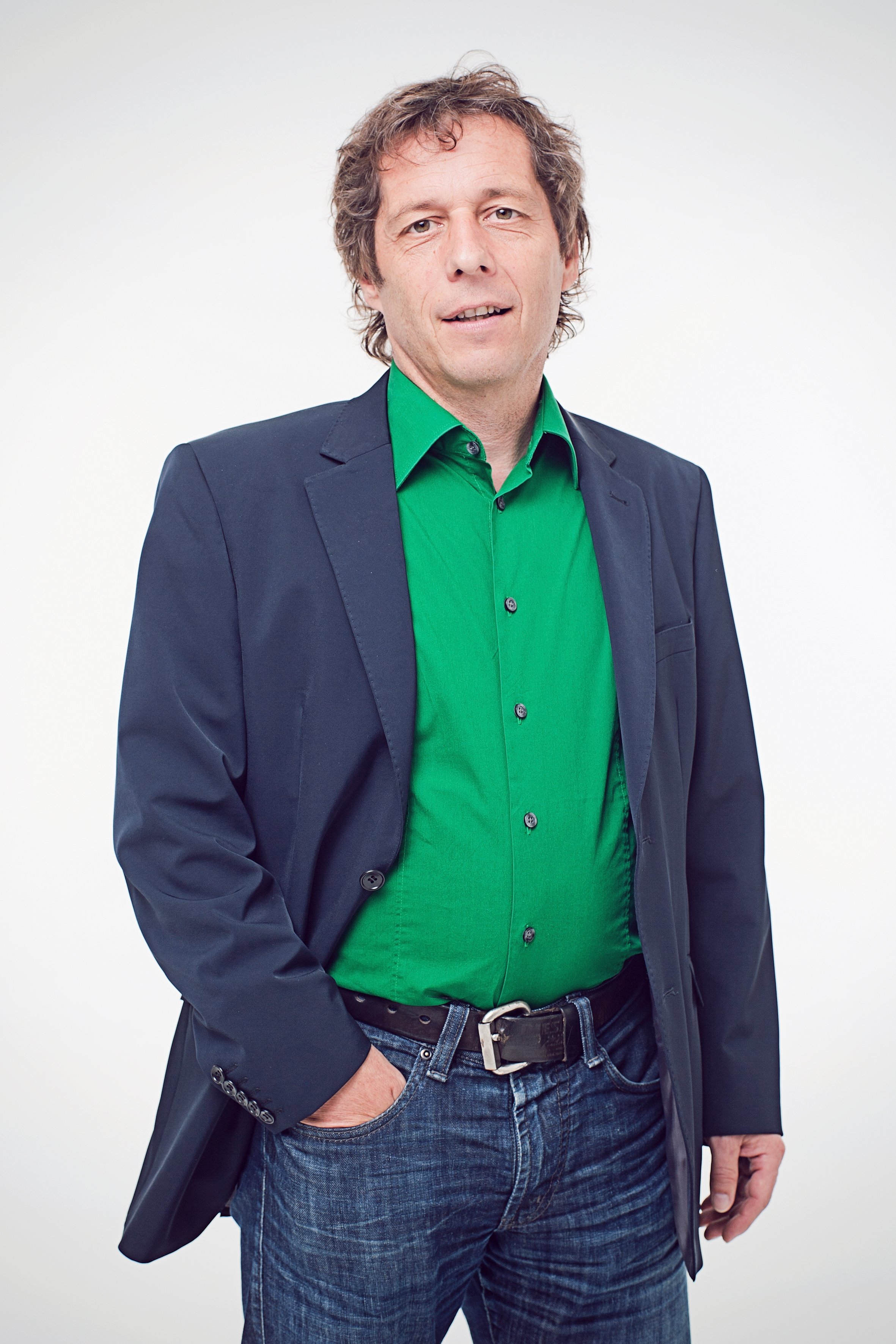
Bernd Bösch (2011)

Bernd Bösch (* 21. Februar 1961 in Lustenau) ist ein österreichischer Politiker (Die Grünen) und Unternehmer. Bösch war von 2004 bis 2014 Abgeordneter zum Vorarlberger Landtag.

## Ausbildung und Privatleben
Bernd Bösch wurde am 21. Februar 1961 in Lustenau als Sohn des Unternehmers Siegfried Bösch und seiner Frau Anita geboren. Er besuchte die Volksschule in Lustenau, das Bundesgymnasium in Bregenz und die Handelsakademie Lustenau, wo er im Jahr 1980 maturierte. Nach Ableistung des Zivildienstes wurde Bösch im Jahr 1982 Mitarbeiter des Lustenauer Jugendhauses „s'Huus“. 1983 war er zudem Angestellter des Textilunternehmens Klingtex in Lustenau, ehe er im Jahr 1984 das elterliche Unternehmen, einen Facheinzelhandel für Haushaltswaren in Lustenau, übernahm. In diesem Unternehmen ist er bis heute selbständig tätig.
Bösch ist seit 1984 mit Brigitte (geb. Grajzar) verheiratet und hat zwei Töchter. Er wohnt mit seiner Familie in Lustenau.

## Politischer Werdegang
Bernd Bösch war im Jahr 1984 Mitbegründer der Alternativen Liste Lustenau, aus der in weiterer Folge die Lustenauer Grünen entstanden. Für die Alternative Liste wurde er im Jahr 1985 auch erstmals Ersatzmitglied der Lustenauer Gemeindevertretung. Im Jahr 1990 wurde Bösch zum Mitglied der Gemeindevertretung gewählt. 1996 erfolgte die Wahl zum Mitglied des Gemeinderats sowie die Bestellung als Fraktionsobmann der Lustenauer Grünen. Von 2000 bis 2005 war er in der Folge Vizebürgermeister der Marktgemeinde Lustenau.  Nach der Gemeindevertretungswahl 2005 musste er die Position des Vizebürgermeisters an Kurt Fischer (ÖVP) abgeben und zog sich kurz darauf aus dem Gemeindevorstand zurück, wo er am 22. September 2005 von Thomas Mittelberger abgelöst wurde. Er blieb aber Mitglied der Gemeindevertretung und wirkte dort als Vorsitzender des Sportausschusses.
Im Jahr 2004 wurde Bernd Bösch Landessprecher der Grünen Wirtschaft Vorarlberg. Seit 2005 ist er als solcher Mitglied des Wirtschaftsparlaments der Wirtschaftskammer Vorarlberg. Nach der Landtagswahl in Vorarlberg 2004 wurde Bernd Bösch am 5. Oktober 2004 erstmals als Abgeordneter zum Vorarlberger Landtag angelobt. Bereits im Vorfeld der Landtagswahl 2014 kündigte Bösch an, nicht mehr für ein Landtagsmandat zu kandidieren und schied nach der Angelobung des neuen Landtags am 15. Oktober 2014 aus diesem aus.